# Гаврилов, Иван Николаевич
Гаврилов Иван Николаевич (8 апреля 1939, Васильевский Мох, Калининская область — 6 апреля 2021, Новомосковск, Днепропетровская область) — советский и украинский учёный-архитектор, художник. Кандидат архитектуры (1990), профессор (1995). Член Союза архитекторов СССР, Заслуженный архитектор УССР (1987). Академик Академии строительства Украины (1998), член-корреспондент Академии архитектуры Украины (2000).

## Биография
Родился 8 апреля 1939 года в селе Васильевский Мох Калининского района Калининской (ныне Тверской) области.
В 1960 году окончил Курское художественно-графическое училище, учитель рисования и черчения. Так же работал тренером по тяжёлой атлетике в Курске.
В 1961—1965 годах — учитель рисования, техник в институте «Ленпроект». В 1966 году окончил Ленинградский институт живописи, скульптуры и архитектуры имени И. Е. Репина. В 1966—1970 годах — руководитель группы в институте «Чувашцивильпроект» (Чебоксары).
С 1970 года — в городе Кривой Рог: в 1970—1975 годах — заместитель главного архитектора, в 1975—1982 годах — главный архитектор города.
В 1982—1992 годах — главный архитектор Днепропетровской области.
С 1987 года — в Приднепровской государственной академии строительства и архитектуры: в 1987—2000 годах — доцент, с 2000 года — профессор, заведующий кафедрой истории теории архитектуры и архитектурной графики.
В 1992—2008 годах руководил Днепропетровским региональным центром лицензирования, аттестации и сертификации в строительстве.
Умер 6 апреля 2021 года в городе Новомосковск от COVID-19.

## Научная деятельность
Специалист в области градостроительства и зодчества.
Автор и соавтор более 150 проектов, в том числе 47 научных, включая градостроительные, жилые и общественные сооружения, интерьеры, памятники и памятные знаки. Лауреат 9-ти Всеукраинских смотров-конкурсов.
Был председателем Государственных экзаменационных комиссий по защите дипломных работ в Криворожском горнорудном институте.
Автор каталога «Строительная деятельность Приднепровья: изыскания, проектирование, строительство» (2004). Писал стихи, автор сборника стихов и рисунков «Мгновения лет» (1999).

### Проекты
- Проект детального планирования центра и генеральный план развития города Кривой Рог на 1982—2005 годы (1978);
- Генеральный план Юбилейного парка (1974, Кривой Рог);
- Реконструкция площади Освобождения (1972, Кривой Рог).

### Публикации
- Гаврилов И. Н. О градостроительных подходах к переустройству территорий / И. Н. Гаврилов // Строительство, материаловедение, машиностроение [Текст]: сборник научных трудов. Вып. 27. Ч. 3 / Под общ. ред. В. И. Большакова. — Днепропетровск: Приднепровская государственная академия строительства и архитектуры, 2004. — 229 с. — С. 22—26. ISBN 966-7282-323-006-1.
- Гаврилов І.М. Про необхідність підвищення ефективності регулюючого впливу на будівельну діяльність учасників інвестиційних проектів / І. М. Гаврилов // Будівництво України. — 2005. — № 5. — С. 9—13. (укр.)[5]

## Награды
- Медаль ВДНХ (1985);
- Заслуженный архитектор УССР (1987).